# Armáda Krakov
Armáda Krakov (polsky Armia Kraków) byla jednou z polských armád, které bojovaly při invazi do Polska v roce 1939. Byla zřízena 23. března 1939 jako hlavní opora polské obrany. Velel jí divizní generál Antoni Szylling. Původně měla být tvořena sedmi pěšími divizemi, dvěma jezdeckými brigádami a jednou horskou brigádou. Szylling měl 1. září 1939 k dispozici pět pěších divizí, dvě jezdecké brigády a jednu brigádu horského dělostřelectva. Celkem armádu tvořilo 59 praporů, 29 baterií, 352 děl, 90 tanků, 44 letadel a dva obrněné vlaky. Síly nebyly dostatečné na zadržení německého náporu, především na styku s armádou Lodž v oblasti Čenstochové. Hlavní úder obrněných sil wehrmachtu byl veden právě tam. Oblast byla bráněna pouze 7. pěší divizí, která byla zničena v prvních zářijových dnech a tím se Němcům otevřela cesta do centra Polska.

## Vytvoření Armády Krakov
Vojska wehrmachtu vstoupila 15. března do Prahy; o dva dny dříve německý ministr zahraničí Joachim von Ribbentrop požadoval v Berlíně na schůzce s polským vyslancem Lipskim konečnou odpověď na německé požadavky týkající se Gdaňsku a exteritoriální dálnice přes polský Koridor. 23. března byli polští důstojníci pozváni na generální inspektorát polských vojsk do Varšavy.
Generál Antoni Szylling a důstojníci (poručík Jan Rzepecki, major Władysław Steblik, major Kazimierz Szpądrowski a major Franciszek Chmura) dostali rozkaz k vytvoření štábu nově zřízené Armády Krakov. Armáda sama byla zřízena na základě písemného rozkazu Edwarda Rydze-Śmigły, který byl předán Szyllingovi tentýž den spolu s podrobnějšími instrukcemi. 25. března přijeli štábní důstojníci do Krakova do kasáren Jana III. Sobieského, kde byla dislokována 5. jednotka vojenské policie, týž den v poledne se generál Szylling setkal s důstojníky divizí, kterým velel a 27. března velitelé složili přísahu.

## Úkoly

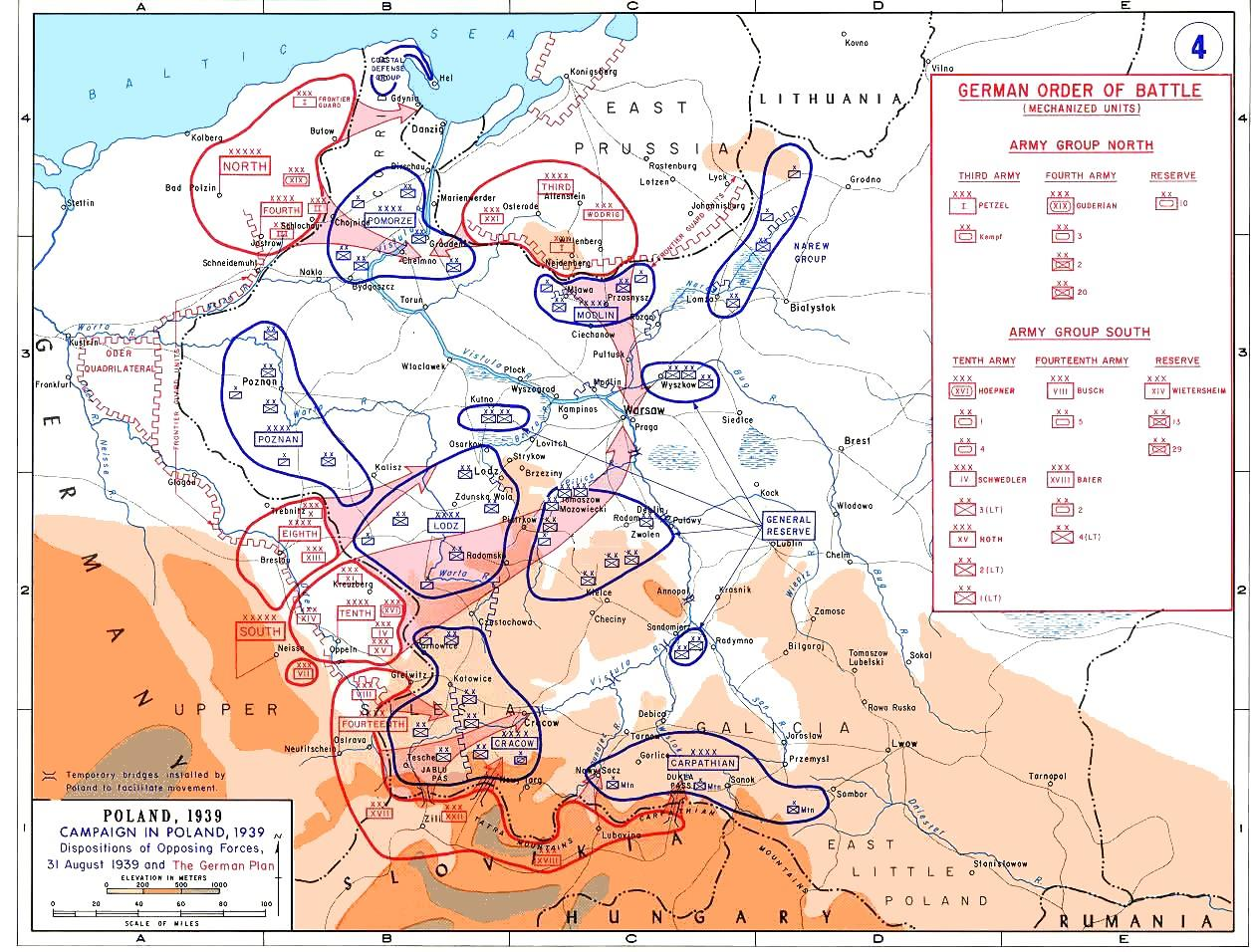
Rozložení sil před německým útokem na Polsko 31. srpna 1939

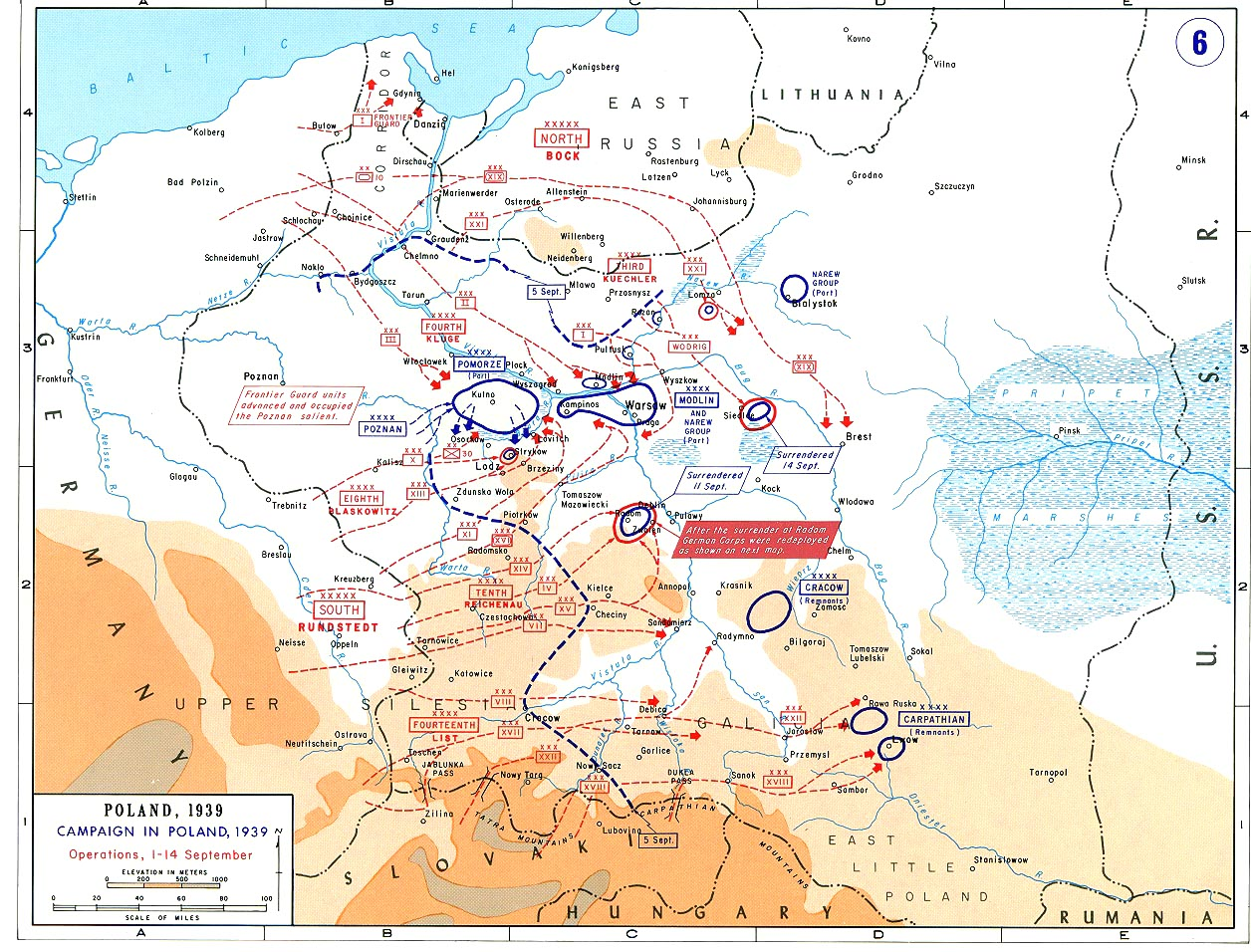
Rozložení sil na bojišti 14. září po německém postupu

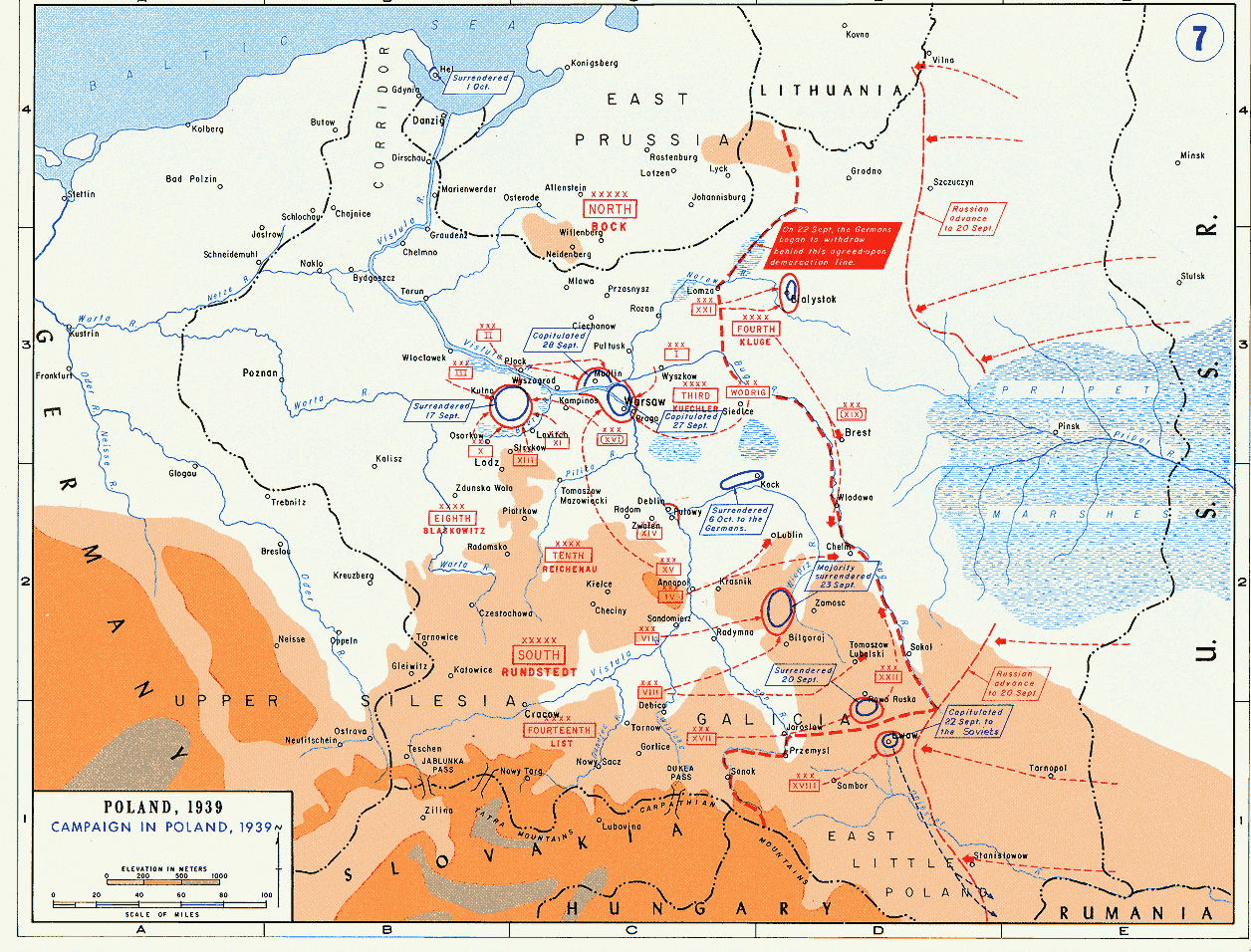
Rozložení sil po 14. září a další postup

Hlavním úkolem bylo zdržet postupující německé jednotky, ustoupit východně k severní linii Karpat a bránit hornoslezskou průmyslovou oblast, západní oblasti Malopolska a karpatské průsmyky. Armáda Krakov bránila jihovýchodní pohraniční oblasti Polska od Krzepice nedaleko Čenstochové po Czorsztyn.